# UMC-10

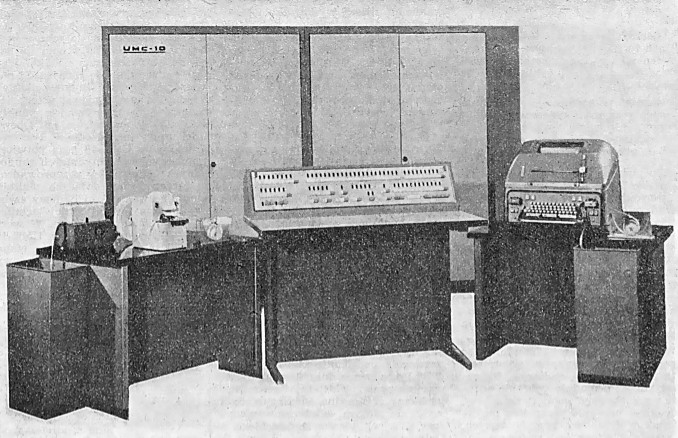

UMC-10 (Uniwersalna Maszyna Cyfrowa) – polski komputer tranzystorowy opracowany i wykonany w 3? egzemplarzach na Politechnice Warszawskiej (prototyp uruchomiony w 1964 r.). Wersja tranzystorowa komputera UMC-1.
Komputer przyjmuje wszystkie programy UMC-1 napisane w językach W-18 czy W-20.
W Katedrze Budowy Maszyn Matematycznych Politechniki Warszawskiej powstał kompilator języka ALGOL-60 nazwany UMC-ALGOL.

## Dane[1]
- rodzina: UMC
- typ: mikroprogramowany, bezzłączowy komputer szeregowy II generacji, zbudowany na krajowych germanowych tranzystorach stopowych
- organizacja:
  - arytmetyka binarna o podstawie −2
  - słowo maszynowe
    - liczby: długości 36 bitów
    - rozkazy: długości 34 bitów podzielone na:
      - część operacyjna: 22 bity
      - adres: 12 bitów

  - programowy zmienny przecinek realizowany przez bibliotekę (brak rozkazów zmiennoprzecinkowych realizowanych sprzętowo)
- prędkość: zegar 200 kHz
- pamięć operacyjna:
  - ferrytowa o cyklu 10 µs
  - 4096 słów 36-bitowych
- bębnowa pamięć masowa o pojemności 16 384 słów 36-bitowych

### Urządzenia we-wy
- monitor – dalekopis
- czytnik taśmy pięciokanałowej o szybkości 1000 zn./s
- perforator taśmy pięciokanałowej o szybkości 150 zn./s

## Egzemplarze
- 1964 pierwszy laboratoryjny egzemplarz
- 1965 drugi egzemplarz, wystawiony na wystawie "INFORGA-65" w Moskwie[3][1]